# Trinitarisk teologi
Trinitarisk teologi är ett förståelsesätt inom systematisk teologi som menar att Treenighetsläran är den grundläggande doktrin som genomsyrar alla teologiska områden, i motsats till en av dessa doktriner i systematisk teologi. Även om trinitarisk teologi som sådan har varit närvarande under hela kyrkans historia och representerats av till exempel de Kappadokiska fäderna, har den fått en renässans med början på 1900-talet. Den är även känd som affektiv teologi eller känslig teologi, då den rör sig om en relation till Gud som inte bygger på minnet eller viljan utan på hjärtat. Karl Barth var en av den moderna tidens trinitariska teologer.
Den trinitariska teologin ställs mot antitrinitarismen.